# DPG Media
DPG Media Group N.V. è una multinazionale belga attiva nel settore dei media e della comunicazione in Belgio e Paesi Bassi. Fondata e controllata dalla famiglia Van Thillo, l'azienda controlla, tra gli altri, i canali televisivi VTM, VTM 2, VTM 3 e VTM 4 oltre che i quotidiani nazionali olandesi Algemeen Dagblad, de Volkskrant e Trouw.